# City of Ferris Wheels
City of Ferris Wheels è l'ottantaduesimo album in studio del chitarrista statunitense Buckethead, pubblicato il 23 marzo 2014 dalla Hatboxghost Music.

## Descrizione
Cinquantatreesimo disco appartenente alla serie "Buckethead Pikes", City of Ferris Wheels è il quarto album pubblicato dal chitarrista nel mese di marzo. Lo precedono infatti Rainy Days, Roller Coaster Track Repair (usciti entrambi il 1º marzo) e Factory (uscito il 13 marzo).

## Tracce
Musiche di Buckethead.
1. City of Ferris Wheels – 13:29
2. Lost Toys – 10:42
3. The Cape of Good Hope – 7:19

## Formazione
- Buckethead – chitarra, basso, programmazione